# Johan Gottfrid Jonsson
Johan Gottfrid Jonsson, även kallad Kejsaren, född 2 februari 1862, död 14 maj 1967 i Hälleberga, var ett original och lokal kändis i trakterna kring Orrefors. Han spelade klarinett och slöjdade, samt var Sveriges äldsta man under några månader fram till sin död 1967.

## Biografi
Johan Jonsson föddes 1862 i torpet Lilla Göljamålen nära Stibbetorp i Hälleberga, i Småland. Han flyttade till Stockholm och började arbetade på Bolinders Mekaniska Verkstad. Det sades senare att han träffat en flicka i Stockholm, som blev hans fästmö, men som gick bort innan bröllopet. Han återvände till sitt barndoms torp på 1920-talet och började arbeta i skogen och slöjda.
Orrefors glasbruk innehade en stor trädgård, som Johan Jonsson började sköta om åt företaget. Han bodde då på Muggebo som också fungerade som matservering för Orrefors glasarbetare.
En dag spikade han upp en lapp på dåvarande Hälleberga kyrkas port där det stod att han utropat sig till "Kejsare över Vendelkråka". Han började tillverka speciella hattar, bland annat av näver, till sig själv som han bar för att de var kejsarvärdiga. En dag om året klädde han sig i högtidsdräkt, och det påstods att det var på den tilltänkta bröllopsdagen. 
Han flyttade in på Hälleberga ålderdomshem 1932, och blev kvar där till sin död 1967. Som 60-åring hade han lärt sig cykla och han hämtade ålderdomshemmets post varje morgon.på sin cykel med bockstyre.
Han avled 14 maj 1967, och han hade då varit Sveriges äldsta man sedan februari samma år.